# Rhamnus gilgiana
Rhamnus gilgiana är en brakvedsväxtart som beskrevs av Heppeler. Rhamnus gilgiana ingår i släktet getaplar, och familjen brakvedsväxter. Inga underarter finns listade i Catalogue of Life.

## Bildgalleri

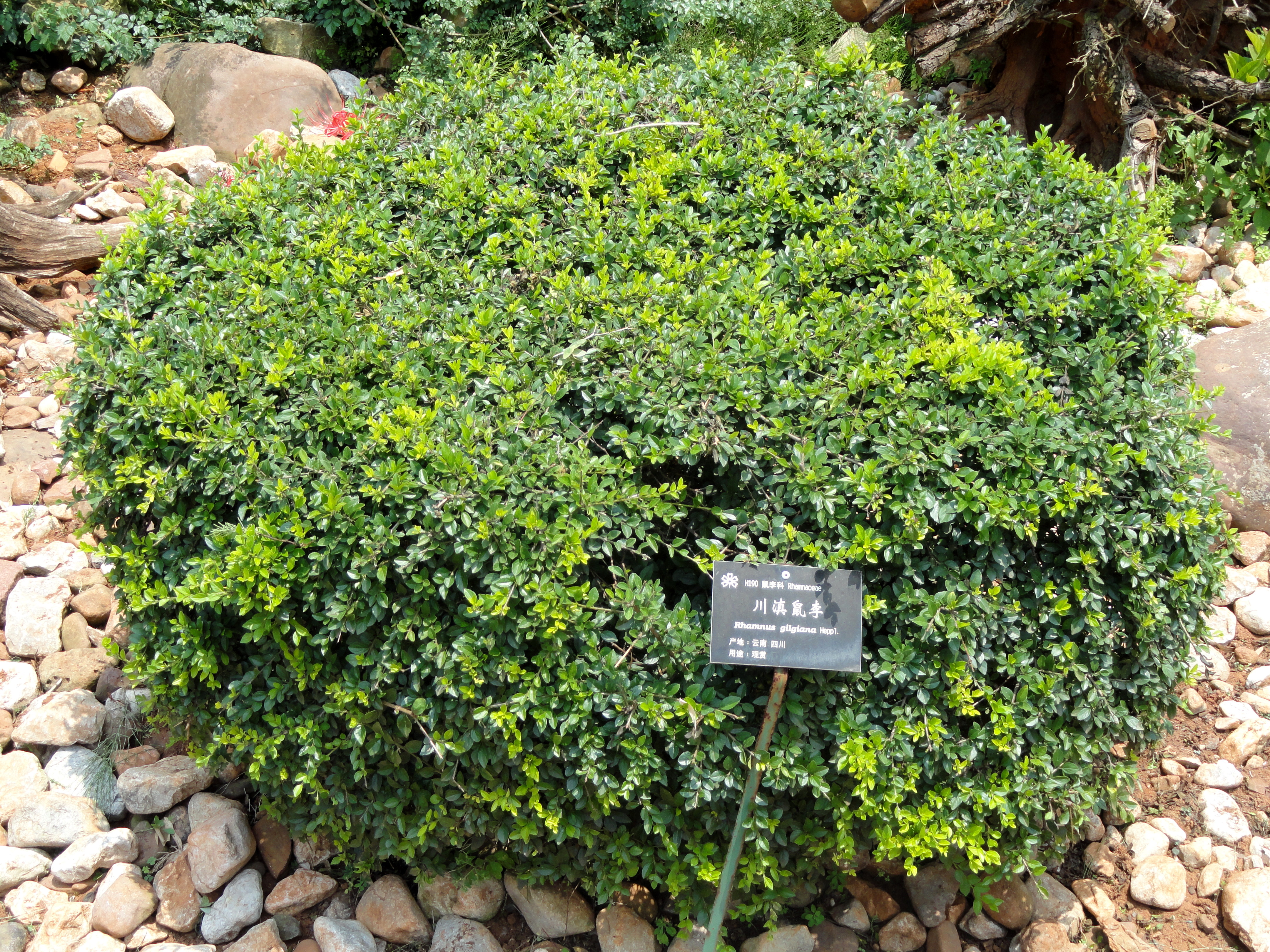